# Инцисс (деревня)
Инци́сс (тат. Инсәс) — деревня в Муромцевском районе Омской области России, в составе Пореченского сельского поселения.

## География
Деревня расположена на северо-западе Муромцевского района в пределах Васюганской равнины, являющейся частью Западно-Сибирской равнины на правом берегу реки Тары при впадении реки Инцисс. В 1,7 км к востоку от деревни расположено озеро Шайтан, к южной окраине деревни прилегает озеро Давлят (старица реки Тара).
Инцисс находится в 57 км (по автомобильный дорогам) к северо-западу от посёлка Муромцево, в 14 км к югу от села Поречье.
Часовой пояс
Инцисс находится в часовой зоне МСК+3. Смещение применяемого времени относительно UTC составляет +6:00.

## История
Зарождение Инцисских юрт относится к началу XVII века. В 1625 году в Аялынской волости среди 15 татарских поселений упоминается деревня Сеткулово. Между XVII—XVIII веками Сеткулово называется также Инцисс. Последнее название заимствовано от одноимённой речки — левого притока реки Тара. По-видимому, поселение Сеткулово зародилось на речке с одноимённым названием, а позднее её жители переселились к речке Инцисс.
Инцисские татары в течение XVII—начале XVIII веках были ясашными, пашней занимались лишь немногие. В 1870-х жители занимались скотоводством, охотой, землепашеством занимались лишь три семьи, сенокосы сдавались в аренду.
18 декабря 1910 года, в связи с приравниванием татар к русскому крестьянству и упразднением Аялынской инородческой волости, Инцисское сельское общество (состоящее из деревни Инцисс, 69 дворов и 198 душ мужского пола) причислено к Логиновской волости.
1 мая 1917 года Инцисское сельское общество (деревня Инцисс) вошло в восстановленную Аялынскую волость.
В 1920 году открывается Инцисская национальная школа I ступени, а в 1921 году — школа ликвидации неграмотности. В 1934 году организована школа-семилетка.
В 1921 году избирается Инцисский сельский Совет. В 1925 году организуется Инцисская кооперативная маслоартель. В 1931 году организуется колхоз «Красный Север». В 1938—1939 гг. в колхозе работали водяные мельницы, кузница, плотницкая мастерская, шорники. В 1950 году в результате укрупнения колхозов, «Красный Север» объединяется с колхозом им. Энгельса.

## Население
| 1868 | 1890 | 1921 | 1926 | 1937 | 1939 | 1989 |
| ---- | ---- | ---- | ---- | ---- | ---- | ---- |
| 158  | ↗250 | ↗510 | ↘425 | ↘390 | ↗420 | ↘110 |
| 2010 |      |      |      |      |      |      |
| ↘98  |      |      |      |      |      |      |

## Люди, связанные с деревней
- Ринат Ташимов — российский актер, драматург, режиссер, сценарист